# Morgan Super 3

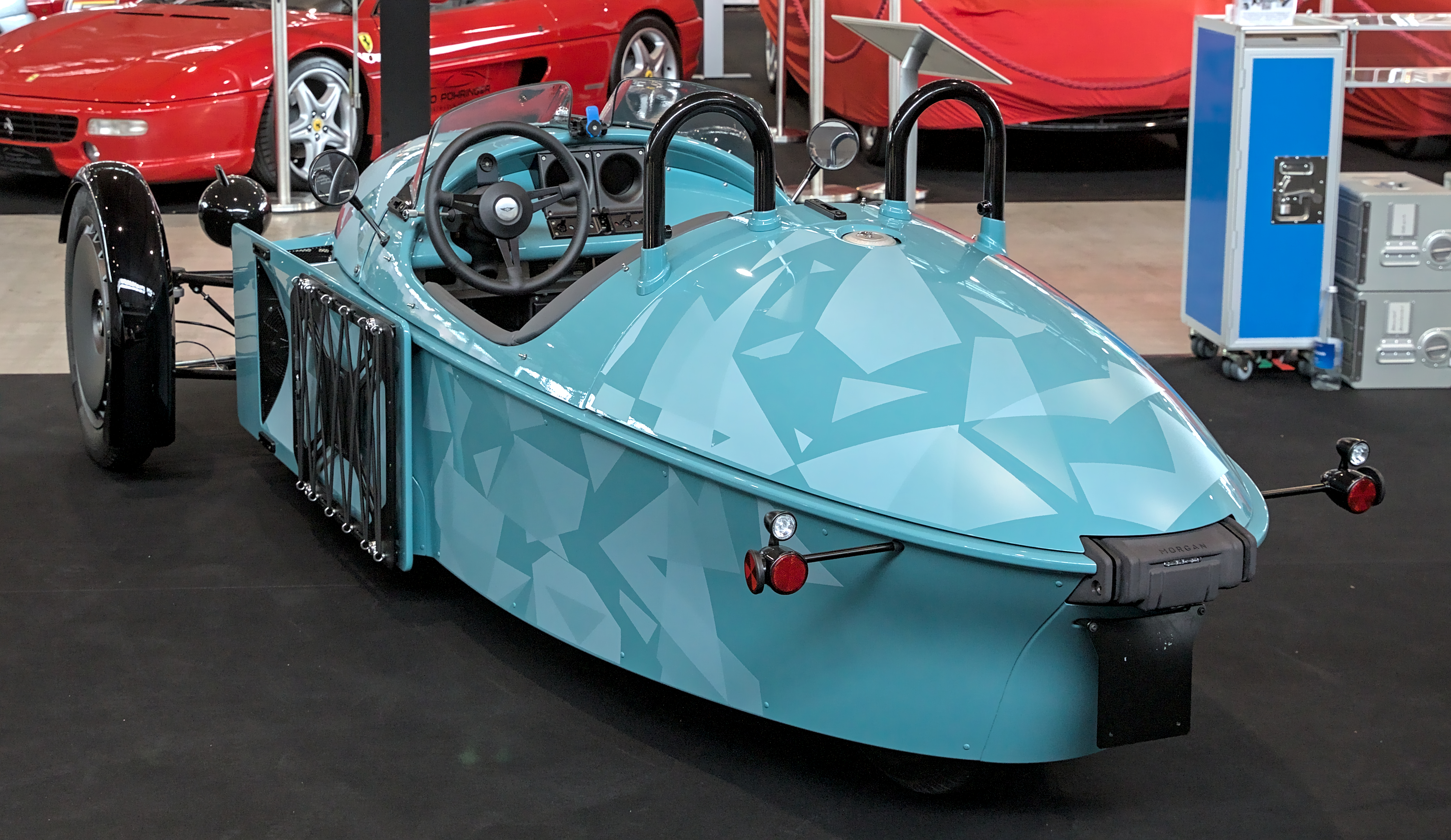
Heckansicht

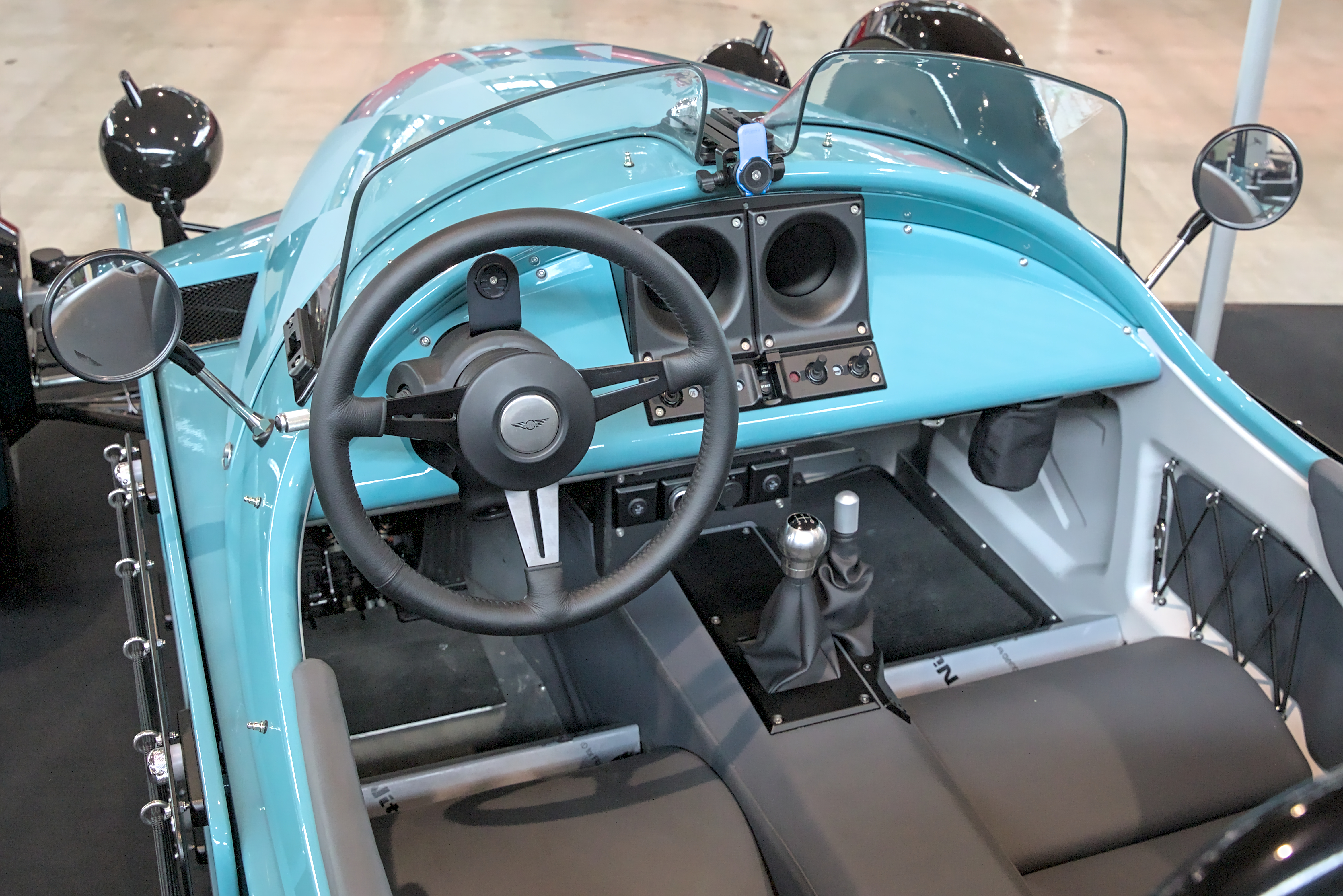
Innenansicht

Der Morgan Super 3 ist ein dreirädriges Fahrzeug mit zwei Sitzplätzen des britischen Automobilherstellers Morgan.

## Geschichte
Nachdem die Produktion des Vorgängermodells 3-Wheeler Ende 2021 eingestellt wurde, präsentierte Morgan am 24. Februar 2022 den Super 3. Zunächst ist er in Europa und den USA erhältlich. Gebaut wird das Fahrzeug im englischen Malvern.
Als Prototyp XP-1 mit einem 100 kW (136 PS) starken Elektromotor und einem Akkumulator mit einem Energieinhalt von 33 kWh wurde die Baureihe im Dezember 2023 vorgestellt.

## Technik
Der Rahmen des Super 3 ist ein geklebtes Aluminium-Monocoque, wie beim Plus Four und Plus Six. Die Vorderräder sind einzeln an Doppelquerlenkern aufgehängt. Gegenüber dem Vorgängermodell soll das Fahrgestell stabiler sein und mehr Platz für die Passagiere bieten.
Als Windschutz für die Passagiere dienen lediglich zwei kleine Windschilder. Ein Verdeck ist nicht erhältlich, aber Morgan bietet eine spezielle Jacke mit anknöpfbarer Schürze als Regenschutz für die Hose an. Alle Baugruppen im Cockpit sollen nach IP64 staubdicht und gegen Spritzwasser geschützt sein. Die Sitze sind fest eingebaut; um die Sitzposition an den Fahrer anzupassen, lassen sich die Pedale und die Lenksäule verstellen. Im Cockpit werden digitale Instrumente mit einem klassischen Aussehen eingebaut.
Ein frei saugender Dreizylinder-Ottomotor (Ford EcoBoost) mit 1432 cm³ Hubraum und 87 kW (118 PS) Leistung treibt den trocken 635 kg schweren Roadster an. Der Motor ist längs eingebaut und anders als beim 3-Wheeler unter einer Motorhaube verborgen. Die beiden Kühler sitzen neben dem Motor hinter der Vorderachse. Das 5-Gang-Schaltgetriebe stammt aus dem Mazda MX-5. Über eine Antriebswelle, ein neu entwickeltes Winkelgetriebe und einen aramidfaserverstärkten Zahnriemen wird das Hinterrad angetrieben. Die Beschleunigung auf 100 km/h soll sieben Sekunden dauern, die Höchstgeschwindigkeit wird mit 209 km/h angegeben.
|                                             | Super 3               |
| Bauzeitraum                                 | seit 02/2022          |
| Motorkenndaten                              |                       |
| Motortyp                                    | R3-Ottomotor          |
| Motoraufladung                              | —                     |
| Hubraum                                     | 1432 cm³              |
| max. Leistung bei min−1                     | 87 kW (118 PS) / 6500 |
| max. Drehmoment bei min−1                   | 150 Nm / 4500         |
| Kraftübertragung                            |                       |
| Antrieb                                     | Hinterradantrieb      |
| Getriebe, serienmäßig                       | 5-Gang-Schaltgetriebe |
| Messwerte                                   |                       |
| Trockengewicht                              | 635 kg                |
| Höchstgeschwindigkeit                       | 209 km/h              |
| Beschleunigung, 0–100 km/h                  | 7,0 s                 |
| Kraftstoffverbrauch auf 100 km (kombiniert) | 7,0 l Super           |
| CO2-Emissionen (kombiniert)                 | 130 g/km              |
| Tankinhalt                                  | 32 l                  |
| Abgasnorm                                   | Euro 5                |